# 特里斯坦·斯库尔凯特
特里斯坦·斯库尔凯特（Tristan Schoolkate，2001年2月26日—），澳大利亚男子网球运动员。
斯库尔凯特4岁开始打网球，最初是由他的父亲训练他，他的父亲是克莱蒙草地网球俱乐部（Claremont Lawn Tennis Club）的网球教练。2015年8月，他代表澳大利亚参加了在捷克共和国普羅斯捷約夫举行的ITF世界网球巡回赛青少年总决赛。
截至2024年9月，他在ATP挑战巡回赛上1个单打和4个双打冠军；在ITF男子世界网球巡回赛上有2个单打和7个双打冠军。

## 职业生涯
斯库尔凯特于2019年9月在澳大利亚达尔文首次参加ITF男子世界网球巡回赛正赛，并于2019年10月在特拉拉尔根首次参加ATP挑战巡回赛正赛。
他在2021年大洋路公开赛上首次亮相ATP巡回赛，他收到了一张正赛外卡，但在首轮输给博迪克·范德赞舒普。他在2024年美国网球公开赛获得了单打外卡，并击败了丹尼尔太郎，收获了首场大满贯胜利。